# Elxan Süleymanov
Elxan Süleymanov –también escrito como Elkhan Suleymanov– (2 de febrero de 1974) es un deportista azerbaiyano que compitió en halterofilia.
Ganó una medalla de plata en el Campeonato Europeo de Halterofilia de 2001, en la categoría de 62 kg. Participó en los Juegos Olímpicos de Sídney 2000, ocupando el octavo lugar en la misma categoría.

## Palmarés internacional
| Campeonato Europeo | Campeonato Europeo   | Campeonato Europeo | Campeonato Europeo |
| Año                | Lugar                | Medalla            | Categoría          |
| ------------------ | -------------------- | ------------------ | ------------------ |
| 2001               | Trenčín (Eslovaquia) | Medalla de plata   | 62 kg              |